# 金平海
金平海（김평해，1941年10月8日—），慈江道前川郡人，朝鲜政治人物。
1960年参加朝鲜人民军，后历任平安北道党委责任书记，2010年9月起任党中央委员会书记兼干部部部长，担任朝鲜劳动党中央委员会中央委员、劳动党中央书记。2014年，担任中央选举委员会副委员长。